# El barrendero
El barrendero és una pel·lícula de comèdia mexicana de 1981 dirigida per Miguel M. Delgado i protagonitzada per Cantinflas, María Sorté i Úrsula Prats. Aquesta és l'última pel·lícula de Cantinflas i està filmada en localitzacions a l'aire lliure primordialment en la colònia Lomas de Chapultepec de la Ciutat de Mèxic. Està doblada al català.

## Argument
Un humil escombriaire és l'únic testimoni d'un crim comès per lladres d'art.

## Repartiment
- Cantinflas com Napoleón Pérez García «Don Napo»
- María Sorté com Josefina «Chepina»
- Úrsula Prats com Guadalupe «Lupita»
- Roxana Chávez com Chabelita